# Antithrombin III
Antithrombin III (AT III) oder Antithrombin (AT) ist ein endogenes in der Leber synthetisiertes Serpin und einer der wichtigsten natürlichen Hemmstoffe der Blutgerinnung und wurde auch als Heparin-Cofaktor bezeichnet.

## Wirkung
Antithrombin hemmt die Serinproteasen der plasmatischen Gerinnung, baut Thrombin (Faktor IIa) proteolytisch ab und aktiviert an den Endothelzellen die Synthese des t-PA (Plasminogenaktivator vom Gewebetyp).
Antithrombin wird durch Heparin in seiner Wirksamkeit verstärkt und beschleunigt (etwa 1000-fach).
Ein Mangel an Antithrombin III kann also eine Unwirksamkeit des Heparins oder einen hohen Heparinbedarf zur Folge haben. Nach Operationen sinkt das AT III regelmäßig ab. Es ist daher nur eingeschränkt geeignet, eine Verbrauchskoagulopathie nachzuweisen.

## Therapeutische Verwendung
Zur Substitution bei einem erblich bedingten oder erworbenen (akutes Leberversagen, Verbrauchskoagulopathie, Hämodialyse, Plasmapherese) Antithrombinmangel wird AT III, genannt auch Heparin-Cofaktor, langsam intravenös zur Prophylaxe oder Therapie von thromboembolischen Komplikationen verabreicht. AT III wird aus mittels Blutspende gewonnenem menschlichen Plasmaprotein durch Fraktionierung gewonnen (Antithrombin aus Humanplasma, hpAT) oder aus der Milch gentechnisch veränderter Säugetiere isoliert (rekombinantes humanes Antithrombin, rhAT).

### Antithrombin aus Humanplasma
Die Dosierung von 1 IE/kg erhöht den AT III-Spiegel um etwa 1–1,5 % (Handelsnamen von Antithrombin-III-Konzentraten: Anbinex, Kybernin, Atenativ).

### Rekombinantes humanes Antithrombin
Die Milch von genetisch veränderten Ziegen aus den Farmen des US-Unternehmens GTC Biotherapeutics enthält das rekombinante humane Antithrombin, das den internationalen Freinamen Antithrombin alfa trägt, in einer Konzentration von bis zu 10 g pro Liter Milch. Unter dem Handelsnamen ATryn wurde es im Juli 2006 für den europäischen und im Februar 2009 für den US-amerikanischen Markt zugelassen zur Vorbeugung gegen eine venöse Thromboembolie bei chirurgischen Eingriffen an Patienten mit erblich bedingtem Antithrombinmangel. Angestrebt wird die Indikationserweiterung auch für Patienten, bei denen solch ein Mangel nicht erblich bedingt ist.  Antithrombin alfa ist der erste Arzneistoff, der unter Verwendung von gentechnisch gezeugten Tieren hergestellt wird. GTC wählte deswegen Ziegen für den Prozess aus, weil sie sich schneller reproduzieren als Rinder und mehr Protein erzeugen als Hasen oder Mäuse und gibt an, dass eine genetisch veränderte Ziege pro Jahr dieselbe Menge Antithrombin produzieren kann wie 90.000 Blutspenden.  Die gentechnische Manipulation erfolgt durch  Mikroinjektion von humanen Antithrombin-Genen in den Zellkern eines Ziegenembryos. Parallel mit dem pharmazeutischen Regulierungsausschuss (pharmaceutical regulatory board) der FDA genehmigte das Center for Veterinary Medicine den genetischen Aufbau der Ziegen für die Arzneistoffproduktion.

## Eigenschaften

Freies Thrombin (II) sowie Thrombokinase (X) wird im Blutstrom zügig durch das antikoagulatorische Protein Antithrombin (AT) deaktiviert, so dass weniger Fibrin (I) entstehen kann. Die Wirkung von AT wird in Anwesenheit von körpereigenem Heparin (H) vertausendfacht und erreicht damit nur zusammen mit Heparin ein relevantes Ausmaß.

Antithrombin ist ein Glycoprotein, dessen Proteinkomponente aus 432 Aminosäuren besteht und bei aus Humanplasma gewonnenem Antithrombin (hpAT) und dem rekombinant hergestellten Antithrombin (rhAT) identisch ist. Unterschiede bestehen dagegen in der Glykosylierung, d. h. Art und Zahl der Zuckerketten, die an das Protein angehängt werden. Daraus resultiert eine deutlich unterschiedliche Bindungsaffinität gegenüber Heparin, die für rhAT in vitro circa viermal stärker ist als die des hpAT.
Die inhibierende Aktivität von rhAT und hpAT auf Thrombin (Faktor IIa) und den Faktor Xa ist etwa gleich. Sie beruht auf der Komplexbildung zwischen Antithrombin und dem Gerinnungsenzym. Die Bildung der Komplexe findet langsam statt, ihr Abbau erfolgt im retikuloendothelialen System.  Heparin beschleunigt die Bildung des Antithrombin-Gerinnungsenzym-Komplexes um das etwa 1000-fache.
Die Antithrombinkonzentration im menschlichen Plasma beträgt normalerweise 12,5–15 mg/dl. Die Antithrombin-Aktivität von 1 ml normalem Humanplasma beträgt definitionsgemäß 1 Internationale Einheit (IE) pro Milliliter, was auch mit 100 % gleichgesetzt wird.